# هيكوران كريزيو
هيكوران كريزيو (بالألمانية: Hekuran Kryeziu) (مواليد 12 فبراير 1993) لاعب كرة قدم كوسوفي ، يجيد اللعب في مركز خط الوسط ، ويلعب أيضًا كلاعب خط وسط دفاعي وجناح أيمن ، ويلعب حاليًا لنادي لوتسيرن السويسري.

## الألقاب والإنجازات

### فادوتس
- كأس ليختنشتاين: 2014–2015

## روابط خارجية
- هيكوران كريزيو على موقع الاتحاد الدولي (مؤرشف)  (الإنجليزية)
- هيكوران كريزيو على موقع الاتحاد الأوربي (الإنجليزية)
- هيكوران كريزيو على موقع قاعدة بيانات كرة القدم.إي يو (الإنجليزية)
- هيكوران كريزيو على موقع ناشيونال فوتبول تيمز (الإنجليزية)
- هيكوران كريزيو على موقع Soccerway.com (الإنجليزية)
- هيكوران كريزيو على موقع عالم كرة القدم.نت (الإنجليزية)

- Hekuran Kryeziu